# Landesklinikum Wiener Neustadt

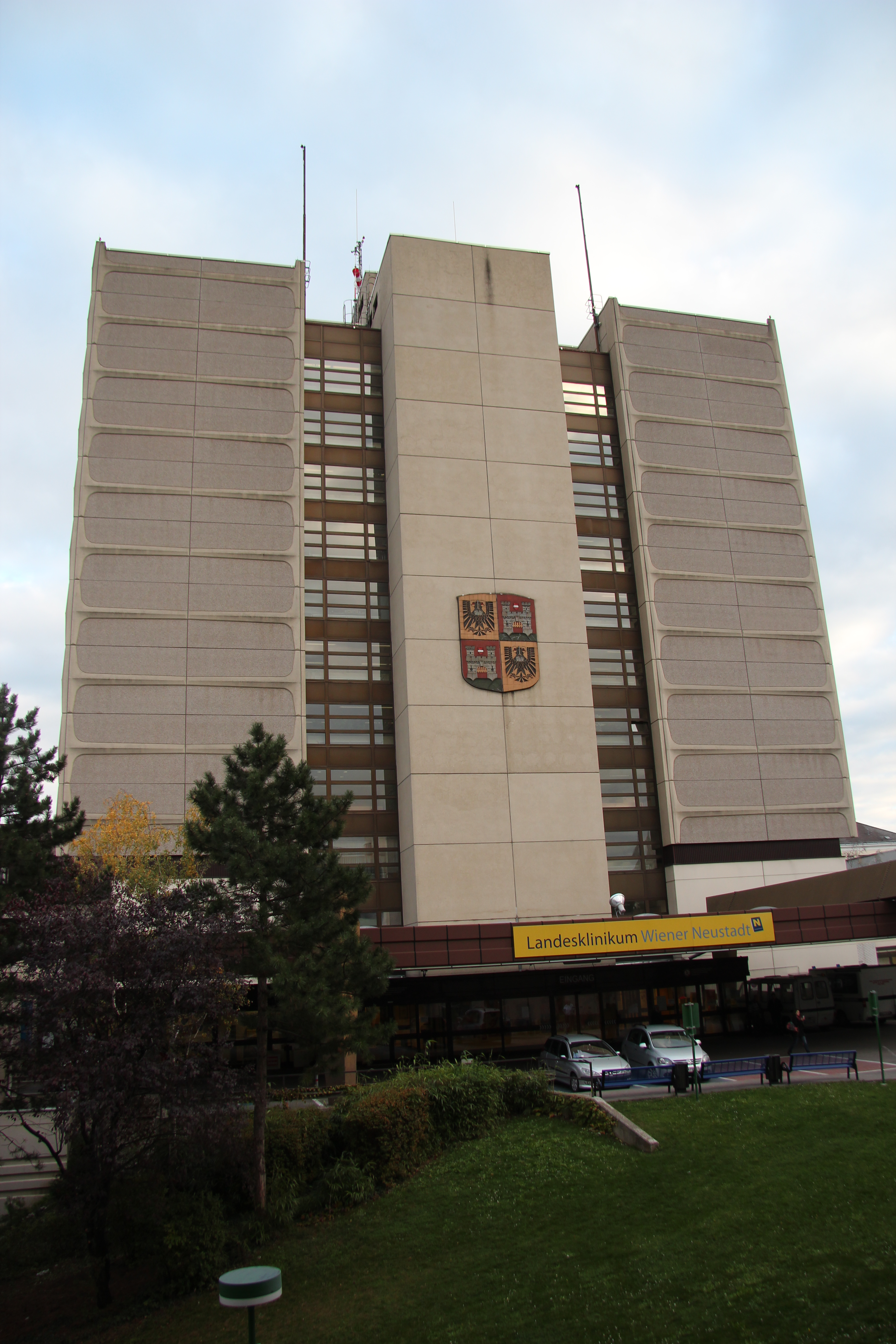
Zentraler Betten- und Behandlungstrakt (2013)

Das Universitätsklinikum Wiener Neustadt ist ein von der NÖ Landesgesundheitsagentur geführtes Krankenhaus in Wiener Neustadt.

## Geschichte
Das Landesklinikum steht inmitten der Nordostecke der ehemaligen Festung der Altstadt. Teile der Stadtmauer sind erhalten und teils in Gebäude integriert. Im ehemaligen Schlögelturm der Stadtmauer wurde im Obergeschoß ein Krankenhaus-Museum und im Tiefparterre eine Babyklappe eingerichtet. Das innerhalb der Stadtmauern liegende Karmeliterkloster wurde 1783 aufgehoben, der ehemalige Klostergarten wurde vom Krankenhaus verbaut. Die profanierte Karmeliterkirche Wiener Neustadt war mit einem eigenen Zugang in der Schlögelgasse baulich mit dem Krankenhaus verbunden.
Das Krankenhaus besteht aus mehreren uneinheitlichen Gebäuden aus den unterschiedlichen Ausbauphasen auf einem weitläufigen Areal. Das erste Hauptgebäude wurde von 1885 bis 1889 nach den Plänen des Architekten Georg Wilhelm Mayer errichtet. Von 1889 bis 1978 waren die Franziskanerinnen von der christlichen Liebe mit der Krankenpflege beauftragt und errichteten 1904 in unmittelbarer Nähe des Krankenhauses das Altersheim Marienheim. Von 1899 bis 1904 wurde nach den Plänen des Architekten Franz von Gruber vier eingeschoßige Pavillons als Kaiserin-Elisabeth-Infektionsspital dazugebaut. Von 1905 bis 1906 wurde von der Stadtgemeinde unter dem Bürgermeister Franz Kammann ein sogenanntes Sanatorium als zweigeschoßiger Bau angefügt. Danach wurde der Krankenhausgarten bis zur Ungargasse erweitert und dabei das Kanalhafengebäude des Wiener Neustädter Kanals demoliert. Von 1936 bis 1937 wurde an der Südseite das sogenannte Mütterheim angebaut.
1967 wurde der erhaltene gebliebene Osttrakt des Karmeliterklosters als Verwaltungsgebäude für das Krankenhaus adaptiert und 2017/2019 mit einem Umbau mit der Karmeliterkirche zum Corvinus Campus der Fachhochschule Wiener Neustadt adaptiert. Von 1968 bis 1971 wurde ein Neubau der Unfallchirurgischen Abteilung errichtet. Von 1977 bis 1982 entstand ein 14-stöckiger Betten- und Behandlungstrakt.
Im Jahr 2008 wurde das bis dahin städtische Krankenhaus von der Niederösterreichischen Landeskliniken-Holding übernommen.
2012 wurde mit der Errichtung eines Logistik- und Versorgungszentrums für alle Landeskliniken der Thermenregion in Wiener Neustadt, Neunkirchen, Hochegg, Baden-Mödling sowie Hainburg auf dem Gelände der Civitas Nova in Wiener Neustadt begonnen. Ebendort soll auch später ein Neubau des Landesklinikums für Wiener Neustadt erfolgen. Im April 2019 wurde vom Landtag von Niederösterreich der Neubau des Landesklinikums Wiener Neustadt beschlossen. Die Kosten sollen 535 Millionen Euro betragen.

## Ausstattung
Das Landesklinikum Wiener Neustadt hat 2014 868 Betten mit 14 Abteilungen und 5 Instituten und stellt als Schwerpunktklinikum die Versorgung der Menschen aus der Region sicher.
- 1. Interne Abteilung
- 2. Interne Abteilung
- 3. Interne Abteilung
- Anästhesie, Notfall- und Allgemeine Intensivmedizin
- Augenheilkunde und Optometrie
- Chirurgie
- Dermatologie und Venerologie
- Gynäkologie und Geburtshilfe
- Hals-, Nasen- und Ohrenkrankheiten
- Kinder- und Jugendheilkunde
- Neurochirurgie
- Neurologie
- Unfallchirurgie
- Urologie
- Institut für medizinisch-chemische und molekularbiologische Labordiagnostik
- Institut für Pathologie
- Institut für Physikalische Medizin und Rehabilitation
- Institut für Radioonkologie und Strahlentherapie
- Zentralröntgeninstitut für Diagnostik, Interventionelle Radiologie und Nuklearmedizin